# Autopista M11
La autopista M11 en Inglaterra es una carretera principal que corre casi al norte desde la North Circular Road (A406) en South Woodford, en el noreste de Londres, hasta la A14, al noroeste de Cambridge.